# Richard Foronjy
Richard Edward Foronjy (Brooklyn, 3 agosto 1937 – New York, 19 maggio 2024) è stato un attore statunitense.

## Biografia
Foronjy nacque a Brooklyn, il 3 agosto 1937. Prima di diventare un attore, Foronjy accumulò numerosi precedenti penali, inclusa la rapina a mano armata. Inoltre lavorò come macellaio.
Attore caratterista di gangster movie e di film diretti da Sidney Lumet, esordì nel 1973 nel film Serpico.
Divenne noto in particolare per aver interpretato i mafiosi Tony Darvo nel film Prima di mezzanotte del 1988 e Peter Amadesso nel film Carlito's Way del 1993. Venne anche scelto per impersonare il detective Joe Marinaro nel film Il principe della città di Lumet.
Nel film Repo Men, con Harry Dean Stanton, Foronjy interpretò Arnold Plettschner, il poliziotto della battuta: "Hai ragione, sono Plettschner! Arnold Plettschner! Tre volte decorato in due guerre mondiali! Stavo uccidendo gente, mentre tu nuotavi ancora nelle palle di tuo padre! Piccolo pezzo di merda, ho lavorato cinque anni in un mattatoio e dieci anni come guardia carceraria in Attica!".

## Filmografia parziale

### Cinema
- Serpico, regia di Sidney Lumet (1973)
- 40.000 dollari per non morire (The Gambler), regia di Karel Reisz (1974)
- Non rubare... se non è strettamente necessario (Fun with Dick and Jane), regia di Ted Kotcheff (1977)
- The One Man Jury, regia di Charles Martin (1978)
- Basket Music (The Fish That Saved Pittsburgh), regia di Gilbert Moses (1979)
- Lo straccione (The Jerk), regia di Carl Reiner (1979)
- Il principe della città (Prince of the City), regia di Sidney Lumet (1981)
- L'assoluzione (True Confessions), regia di Ulu Grosbard (1981)
- Repo Man - Il recuperatore (Repo Man), regia di Alex Cox (1984)
- C'era una volta in America (Once Upon a Time in America), regia di Sergio Leone (1984)
- Per piacere... non salvarmi più la vita (City Heat), regia di Richard Benjamin (1984)
- Il mattino dopo (The Morning After), regia di Sidney Lumet (1986)
- Prima di mezzanotte (Midnight Run), regia di Martin Brest (1988)
- Ghostbusters II - Acchiappafantasmi II (Ghostbusters II), regia di Ivan Reitman (1989)
- Oscar - Un fidanzato per due figlie (Oscar), regia di John Landis (1991)
- Occhio indiscreto (The Public Eye), regia di Howard Franklin (1992)
- Carlito's Way, regia di Brian De Palma (1993)
- L'uomo di casa (Man of the House), regia di James Orr (1995)

### Televisione
- Starsky & Hutch – serie TV, 2 episodi (1976)
- Charlie's Angels – serie TV, un episodio (1976)
- Gangster Wars, regia di Richard C. Sarafian – film TV (1981)
- I giorni del padrino (The Gangster Wars) – serie TV, 13 episodi (1981)
- I Jefferson (The Jeffersons) – serie TV, un episodio (1985)
- Alfred Hitchcock presenta (Alfred Hitchcock Presents) – serie TV, un episodio (1985)
- Sotto inchiesta (Under Suspicon) – serie TV, 17 episodi (1994-1995)
- Il boss dei boss (Boss of Bosses), regia di Dwight H. Little – film TV (2001)

## Doppiatori italiani
Nelle versioni in italiano delle opere in cui ha recitato, Richard Foronjy è stato doppiato da:
- Franco Chillemi in Repo Man - Il recuperatore, Carlito's Way
- Francesco Di Federico in Ghostbusters II - Acchiappafantasmi II
- Vittorio Congia ne Il principe della città
- Vittorio Caprioli in C'era una volta in America
- Piero Tiberi in Charlie's Angels
- Giampiero Albertini in Ghostbusters II - Acchiappafantasmi II
- Sandro Sardone in Occhio indiscreto
- Michele Gammino in Prima di mezzanotte
- Luigi Ferraro in C'era una volta in America (ridoppiaggio)